# Ex cattedrale di San Caralampo (Mariupol')
L'ex cattedrale di San Caralampo era una cattedrale ortodossa situata nella città di Mariupol' in Ucraina e dedicata a san Caralampo.

## Storia
Era il principale luogo di culto della città di Mariupol'. Dopo la sua costruzione, nel 1782 la chiesa madre fu elevata a cattedrale fino a quando la sede vescovile venne spostata alla nuova Cattedrale di San Caralampo.
La chiesa fu voluta dal Metropolita Sant'Ignazio di Mariupol in Crimea, metropolita di Gothia e Kafa. Il Metropolitanato di Gothia (anche di Gothia e Caffa), noto anche come Eparchia di Gothia o Metropolitanate di Doros, era una diocesi metropolitana del Patriarcato di Costantinopoli nel Medioevo.

## Descrizione
L'architetto usava la pianta a Croce latina per l'architettura della chiesa. Era una chiesa a croce inscritta con una cupola ed una facciata in stile neorusso. 
La chiesa aveva tre altari. L'altare maggiore era dedicato a san Caralampo.
L'altare nella parte settentrionale era dedicato a San Nicola di Bari. L'altare nella parte meridionale aveva un'icona a rilievo "San Giorgio in vita" del XII secolo. L'icona di San Giorgio proveniente dalla Cattedrale San Caralampo si trova oggi al Museo nazionale d'Arte dell'Ucraina.

## Galleria d'immagini

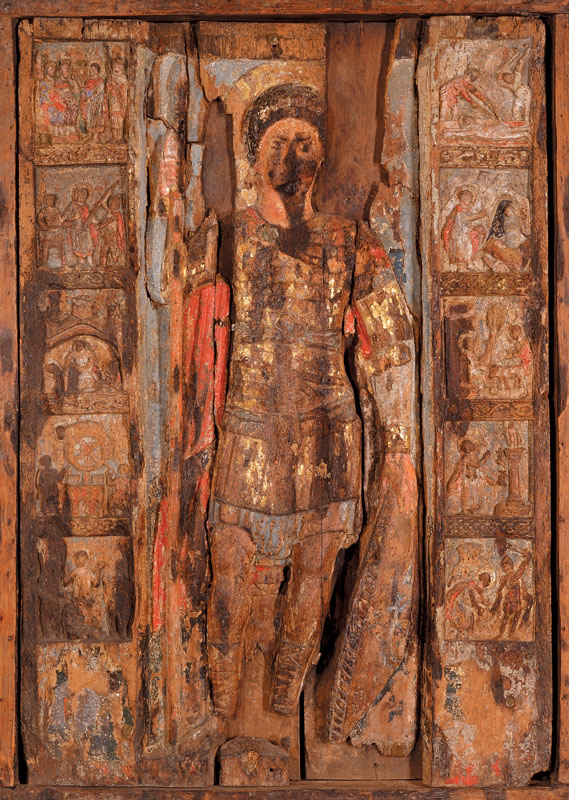
L'icona di San Giorgio proveniente dalla cattedrale San Caralampo si trova oggi al Museo nazionale d'Arte dell'Ucraina.
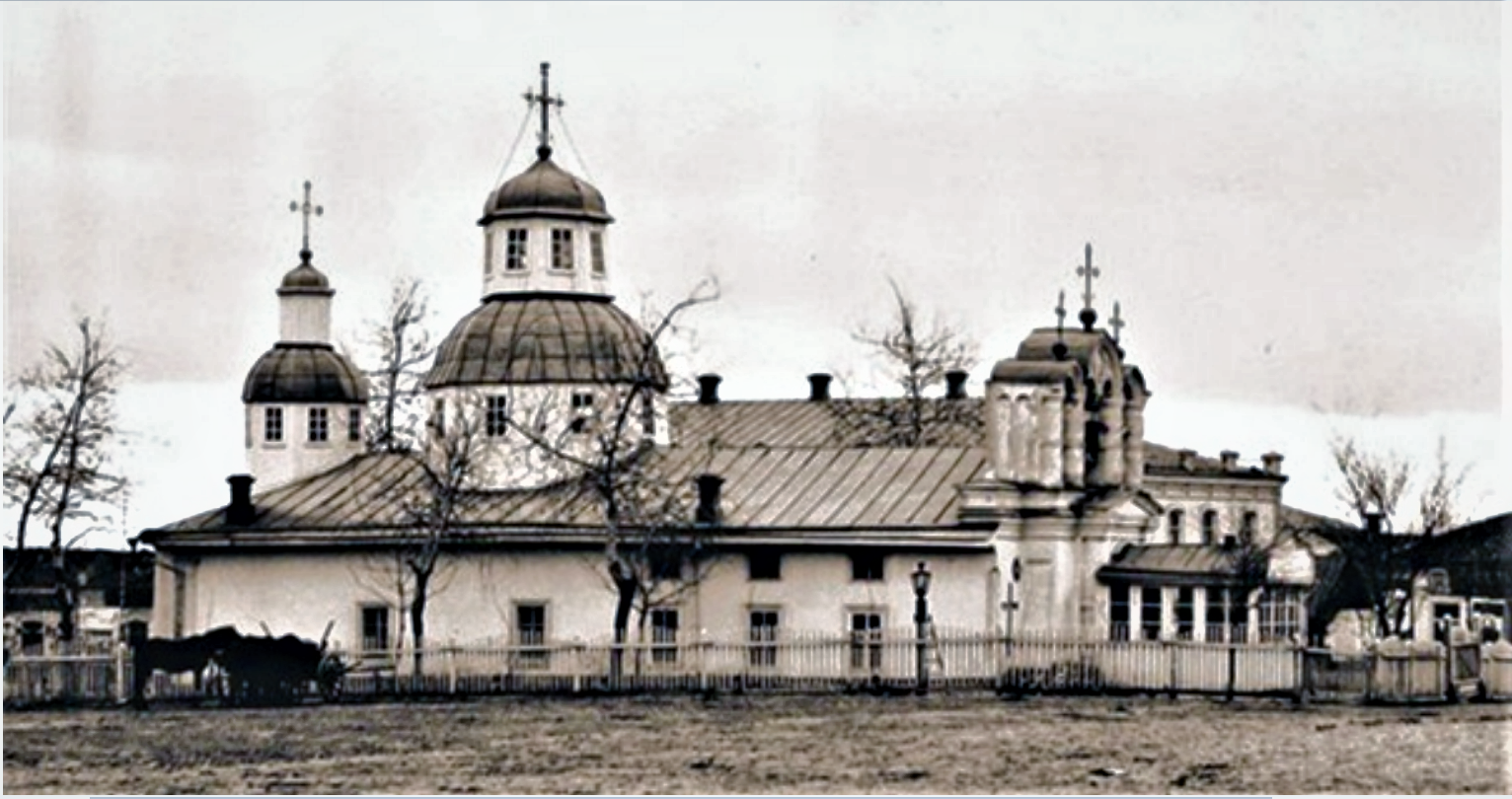
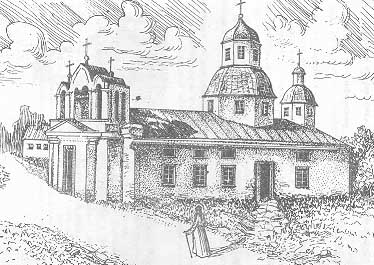
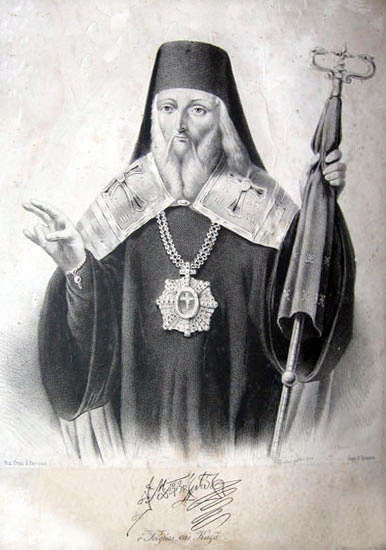
Metropolita Sant'Ignazio di Mariupol